# Lac Saint-François
Pour les articles homonymes, voir Saint-François.
Ne doit pas être confondu avec Grand lac Saint-François.
Le  lac Saint-François (anglais : Lake St. Francis) est un lac frontalier bordant le sud-est de l'Ontario et le sud-ouest du Québec, au Canada, de même que le nord de l'État de New York, aux États-Unis. Il se trouve sur le fleuve Saint-Laurent entre le lac Ontario et l'archipel d'Hochelaga. L'étendue d'eau divise la région du Suroît au Québec de la MRC de Vaudreuil-Soulanges au Québec et des comtés unis de Stormont, Dundas et Glengarry en Ontario, alors que le lac touche en amont en rive droite le comté de St. Lawrence dans l'état de New York. 

## Hydrographie
Le lac Saint-François constitue un segment large du système hydrologique du Saint-Laurent et des Grands Lacs, entre deux parties fluviales du haut Saint-Laurent, soit à partir d'Akwesasne en amont jusqu'à Salaberry-de-Valleyfield en aval. Long de 50 km, il est large d'au plus 8 km. Il est situé dans les basses terres du Saint-Laurent. C’est un lac fluvial, à l’instar du lac Saint-Louis et du lac Saint-Pierre, tous deux situés en aval sur le fleuve Saint-Laurent. Plusieurs aménagements de la voie maritime tels que la construction de barrages, de canaux et d’écluses, de ponts, d’îles artificielles et la réalisation de travaux de dragage ont modifié le régime d’écoulement du Saint-Laurent fluvial 

## Flore et faune
La réserve nationale de faune du lac Saint-François, située sur la rive droite du lac, protège le milieu humide en bordure du lac. Cette aire abrite quelque 600 espèces végétales, dont une vingtaine rares ou menacées. Elle est également l'habitat de plus de 200 espèces d'oiseaux, d'une cinquantaine d'espèces de mammifères et d'une vingtaine d'espèces d'amphibiens et reptiles, dont plusieurs en péril. La zone fournit un habitat important pour le fuligule à tête rouge et autres oiseaux aquatiques, de même qu'au balbuzard pêcheur et à la chélydre serpentine. Des milliers d'oiseaux migrateurs s'arrêtent dans la région. En 1987, cette zone est reconnue zone humide d'importance internationale par la convention de Ramsar. Les marais de Charlottenburgh, qui comprennent les marais Cooper, forment une autre zone humide importante située sur la rive nord du lac dans le comté de Glengarry.

## Histoire
Le nom du lac est donné en 1656 par les jésuites lors d'une expédition chez les Hurons. Le nom évoquerait François Xavier, missionnaire jésuite, ou François de Lauzon, seigneur de La Citière.

## Activités
Le lac fait partie de la voie maritime du Saint-Laurent. La ville de Salaberry-de-Valleyfield se trouve à l'extrémité est du lac et Cornwall à l'extrémité ouest. Plusieurs activités récréatives sont offertes tout autour du lac Saint-François, notamment au sein de la station nautique Saint-François, qui englobe plusieurs activités, équipements et établissements,.